# Jeux de palets
 (avril 2019).
Il existe de nombreuses formes de jeux de palets en France, en Espagne, au Portugal, en Angleterre et en Vallée d'Aoste en Italie.
On peut diviser le jeu en deux grandes pratiques : 
- le jeu de palets proprement dit qui consiste à lancer des palets le plus près possible d'un autre palet plus petit, préalablement lancé sur une surface délimitée (plaque de plomb, planche de bois) ou directement sur le sol.
- Le jeu de la galoche qui consiste à faire tomber un cylindre sur lequel on place la mise ou ce qui tient lieu de « bouchon » le plus près possible de ses palets.

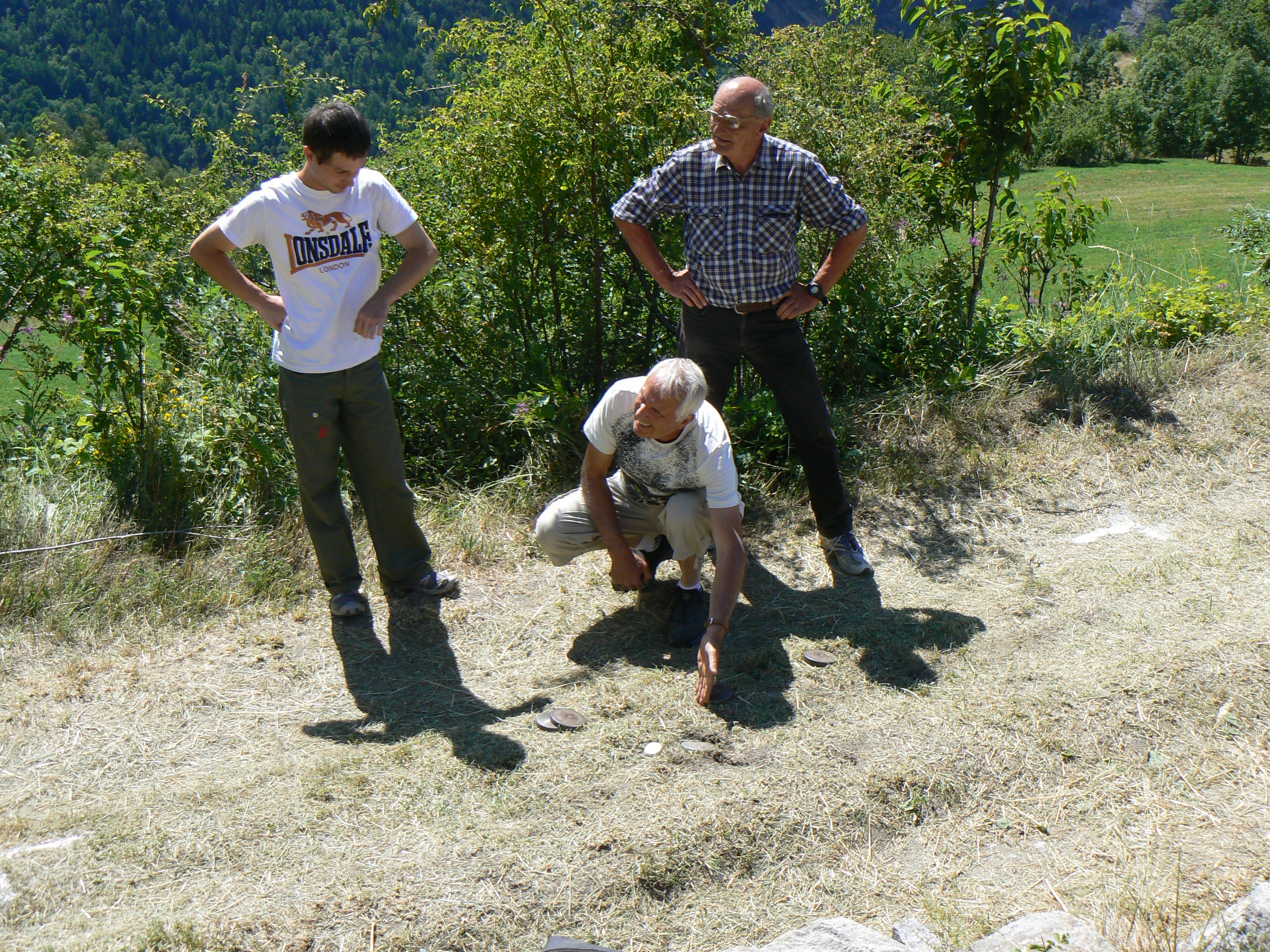
Joueurs de palet valdôtain.

## Histoire
On retrouve des traces de jeux de palets dès le XIVe siècle. Les palets sont, à cette époque, des pierres plates, des galets ou des ardoises.
Au XVIe siècle, François Rabelais dans Gargantua fait jouer son personnage éponyme avec des palets géants, ce qui a donné le nom de palet ou palets de Gargantua à différentes roches dans l'ouest de la France, à Saint-Aubin-d'Aubigné, à Treillières, à Martigné-Briand (Pierre levée de la Grouas) ou à Charnizay.
Les jeux de palets sont toujours particulièrement populaires en Bretagne et en Vendée et en Vallée d'Aoste (palet valdôtain).

## Jeux de palets en Europe

### Angleterre

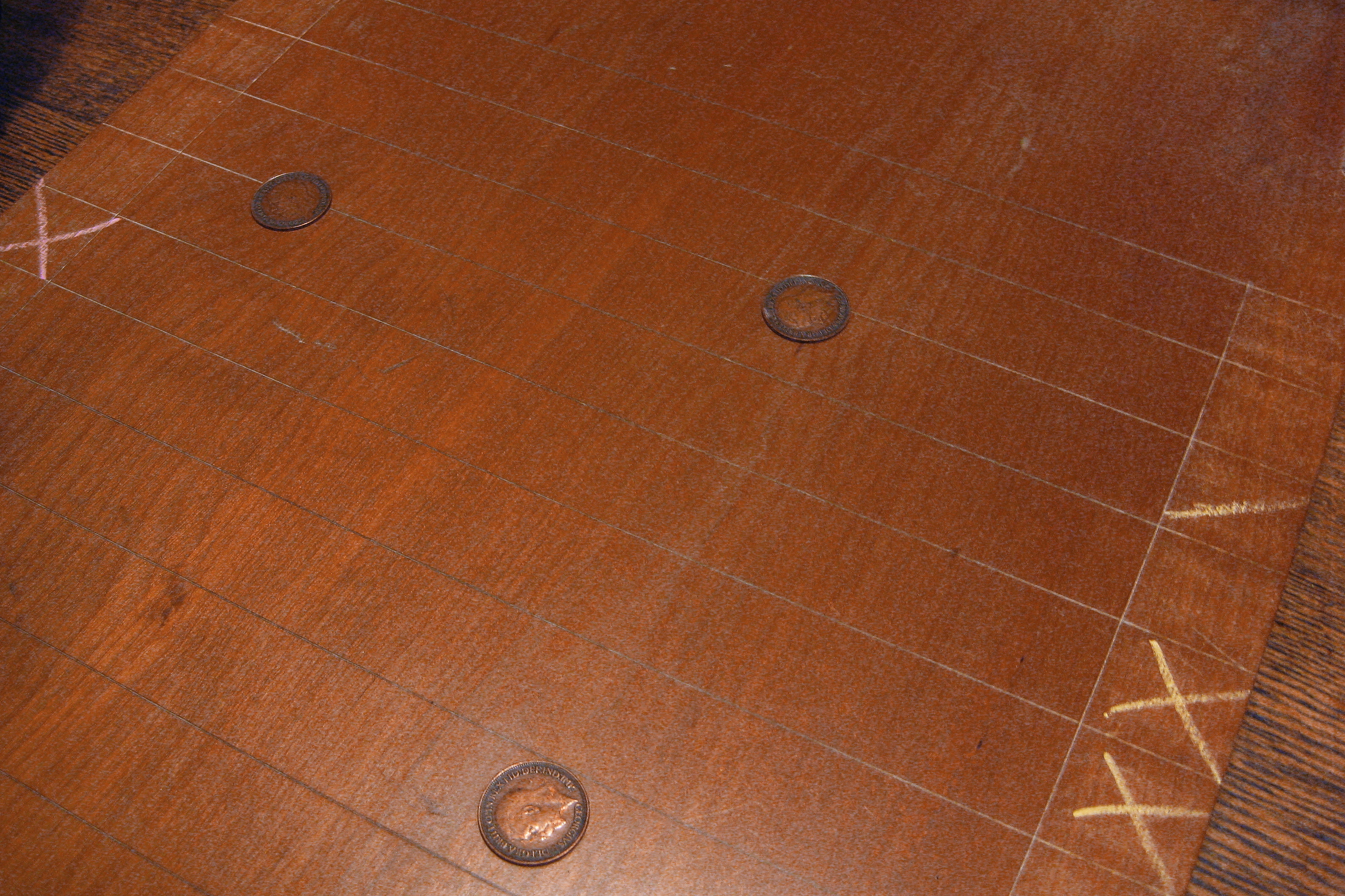
Jeu de palet anglais.

Le palet anglais (en) (Shove ha'penny) est un jeu de bar, datant du XIXe siècle, qui consiste à envoyer des pennies sur une surface de jeu marquée de lignes, mesurant 50 cm sur 40 cm.

### Espagne
De nombreuses appellations sont utilisées en Espagne pour identifier les jeux de palets, dont la variété est très importante : tanga, tangana, tuta, tarusa ou tanguilla en Cantabrie.

### France
En France, la plupart des clubs de palets sont fédérés au sein de la Fédération nationale du sport en milieu rural (FNSMR).  Elle organise la plupart des compétitions, comme les Championnats de France Individuel, les Coupes de France Doublette.

#### Palet sur planche en bois

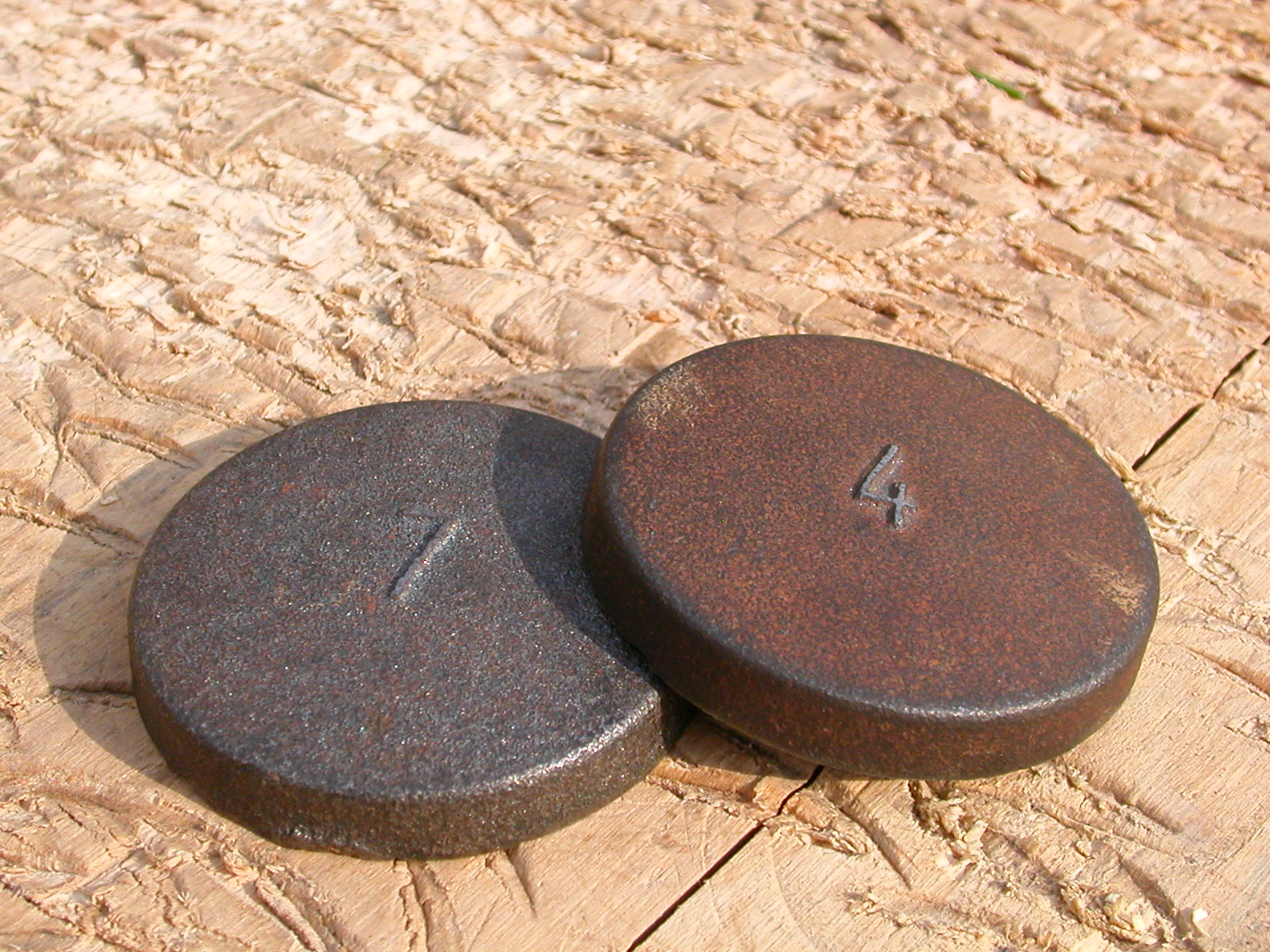
Jeu de palet sur planche, les deux palets en fonte forment un chapeau.

Le palet breton se joue en 12 points. Chaque palet placé sur la planche, sans avoir rebondi sur le sol, le plus près du maître fait marquer un point à son équipe.
Lorsqu'un joueur place son palet au-dessus du maître, on dit qu'il fait un chapeau et alors le palet se trouvant au-dessus est gagnant s'il y a possibilité de point. Deux joueurs touchant le maître sont mis à égalité et on recommence le lancer.
Une partie se joue en général en deux manches gagnantes.
Le palet en fonte mesure 56 mm de diamètre. Le joueur se place à 5 m du bord de la planche avec des palets de 120 grammes environ. Aujourd'hui, la fédération référente du palet en France est la Fédération Nationale du Sport en Milieu Rural (FNSMR).
Le palet sur cible ou le palet sur planches à trous sont des variantes.

#### Palet laiton sur plaque en plomb ou palet vendéen
Le jeu du palet en laiton sur une plaque de plomb, ou palet vendéen, est principalement joué en France au sud de la Loire en Bas-Poitou (l'actuel  département de la Vendée), dans le sud du département de la Loire-Atlantique ainsi qu'en Maine-et-Loire et en Deux-Sèvres. Il se joue sur une plaque de plomb, qui fait 450 mm de côté et qui pèse environ 20 kg. Les palets de laiton font 40 mm de diamètre et pèsent environ 50 g. Un jeu est composé de 12 palets (6 lisses et 6 striés) et 1 maître (ou « le petit »), qui est le plus petit palet.
Les joueurs se placent à 2,80 mètres du bord de la plaque. Le jeu consiste à placer les palets le plus près possible du maître. Les parties individuelles se jouent à 13 points et chaque joueur a 3 palets. Les parties par équipe de deux peuvent se jouer à 13 points et 3 palets par joueur ou 11 points et 2 palets par joueur. Les parties par équipe de trois se jouent à 13 points et 2 palets par joueur. La belle est à 15 points. Aujourd'hui, la fédération référente du palet en France est la Fédération Nationale du Sport en Milieu Rural (FNSMR).
Cette pratique, aussi bien que le palet fonte sur plaque en plomb, ont été inscrites à l'Inventaire du patrimoine culturel immatériel en 2012.

#### Palet fonte sur plaque en plomb
Le règles du jeu du palet en fonte sur plaque en plomb (palet vendéen) sont très similaires aux règles du jeu du palet en laiton sur plaque en plomb. Les différences principales sont la distance de positionnement des joueurs par rapport à la plaque et la matière des palets.
Le palet en fonte sur plaque en plomb est principalement joué dans les départements du sud du département de la Loire-Atlantique, avec un grand nombre de joueurs en Vendée avec aussi des compétitions en Deux-Sèvres 79. Il se joue sur une plaque en plomb, qui fait 45 cm de côté et qui pèse environ 20 kg pour une épaisseur d'environ 8 mm. Les palets en fonte font 54 mm de diamètre et pèsent environ 100 g. Le jeu est composé de 12 palets numérotés (6 d'une couleur et 6 d'une autre couleur) et 1 maître, qui est plus petit. On le joue souvent en deux équipes composées de trois joueurs. Les parties se jouent en 13 points, et la belle en 15 points. Les joueurs se placent à 3,80 mètres du bord de la plaque.
La Commission Vendéenne du Palet Fonte organise des championnats annuels de palet de fonte sur plaque de plomb.
Cette pratique, aussi bien que le palet en laiton sur plaque en plomb, ont été inscrites à l'Inventaire du patrimoine culturel immatériel en 2012.

#### Palet de Kerdiny
Le jeu de palets de Kerdiny a été inventé vers 1950 par un habitant du lieu-dit de Kerdiny à Plougasnou dans le nord-est du Finistère, en Bretagne. La pratique s'est ensuite répandue dans  son canton où des concours étaient réalisés parallèlement aux concours de galoche sur billot jusqu'au début des années 2000.
La principale différence du jeu de palets de Kerdiny par rapport à d'autres modalités de jeux de palets est la cible. Il s'agit d'une caisse en bois en format de trapèze divisée en cinq cases allongée par terre. La profondeur de la caisse de 20 centimètres, la base du trapèze mesure 80 centimètres et le sommet 30 centimètres. La case la plus petite est à une distance de 5 mètres de la ligne de lancer où se placent les joueurs. Chaque joueur dispose de cinq palets en fer qui pèsent environ 150 grammes.
À son tour, chaque joueur lance les cinq palets et essaie de les faire tomber à l'intérieur des cases. La première case est la plus petite et chaque palet qu'y rentre apporte 50 points au joueur, la deuxième case apporte 40 points, la troisième case apporte 30 points, la quatrième case apporte 20 points et la cinquième case (la plus large) apporte 10 points. La quantité maximale de points par joueur par tour est de 250, s'il arrive à faire que les cinq palets rentrent dans la case la plus petite. En cas d'égalité entre joueurs ils font une dispute à un seul palet.
Cette pratique a été inscrite à l'Inventaire du patrimoine culturel immatériel en 2012

#### Jeu de l'écu ou jeu d'écus
Le jeu d'écus se joue sur une plaque de plomb de 50 cm de côté avec des palets de bronze (5 cm de diamètre). Son origine vient principalement du nord de l'Aisne, où après la Première Guerre mondiale, la reconstruction mis à jour de nombreux tuyaux de plomb devenus inutiles. Ces derniers servirent à réaliser les cibles du jeu. Région agroalimentaire les palets sont coupés dans les boudins de bronze qui vont servir à réaliser les couvercles des conserves. On retrouve plus tard le jeu en Vendée, région qui voit l'utilisation du bois et du plomb comme but, la fonte et le bronze pour les palets.Thiérache.

#### Le palet sur route du Morbihan
Le palet sur route du Morbihan est partie constitutive de la culture du Morbihan. Il est joué pendant les fêtes et les rassemblements populaires et a des règles précises établies par le Comité Morbihannais de Palet. Le palet sur route est une évolution du palet sur chemin de terre. Les palets utilisés sont en acier et pèsent entre 300 et 350 grammes.
Comme le nom du jeu l'indique, il est pratiqué sur des routes ou des espaces en bitume où les joueurs dessinent deux cercles distants de 15 mètres à l'intérieur desquels ils placent un maître. L'objectif du jeu est de lancer les palets et les faire tomber le plus proche possible du maître. Le jeu peut être joué en individuel ou en équipes de deux ou trois personnes et les parties s’achèvent à 12 points.
Cette pratique a été inscrite à l'Inventaire du patrimoine culturel immatériel en 2012

#### Le palet sur route de la presqu’île Guérandaise
Le palet sur route de la presqu’île Guérandaise est pratiqué depuis 1945 et son histoire est associée aux chantiers de construction et aux grèves d'ouvriers. Il s'agit d'une modalité de jeux de palet en risque de disparition en raison de la diminution et du vieillissement de joueurs qui n'arrivent pas à transmettre leur pratique aux nouvelles générations.
Sur une surface bitumée, les joueurs tracent un carré d'un mètre de côté à l'intérieur duquel ils placent un maître. Par équipes de deux l'objectif du jeu est de placer les palets en ferraille au plus près du maître. Deux techniques principales sont utilisées : la technique de l'approche qui utilise le geste de la virgule afin de détourner les palets des adversaires et la technique du tir employée pour dégager le palet de l'adversaire. Une équipe joue jusqu'à ce qu'elle reprenne le point et les parties se terminent à 21 points. Le palet qui touche la ligne du carré ou en dehors du carré est éliminé.
Cette pratique a été inscrite à l'Inventaire du patrimoine culturel immatériel en 2012

#### Palet sur terre du Centre-Bretagne
Ce jeu est encore pratiqué dans le Poher, particulièrement dans la région de Carhaix et Landeleau.
Le palet sur terre du Centre-Bretagne se joue sur deux tas de terre mouillés d'environ 70 centimètres de diamètre distants de 17 mètres entre eux. En individuel ou en équipes, chaque joueur possède deux palets en fonte ou alliage métallique qui pèsent environ 220 grammes. L'objectif du jeux est de marquer des points en plaçant le palet le plus proche possible du petit palet qui se trouve dans le tas de terre mouillé. Les joueurs alternent les lancers entre les deux tas de terre. Les parties se jouent en 12 points.
Cette pratique a été inscrite à l'Inventaire du patrimoine culturel immatériel en 2012

#### Palet sur terre en Maine-et-Loire et dans la Vendée
Le palet de terre se joue principalement dans le sud du département de Maine-et-Loire, le nord des Deux-Sèvres, le nord de la Vienne et la Vendée. Les « petits » sont placés à 11 mètres l'un de l'autre. Ainsi, lorsque l'on termine un coup, il suffit de se retourner et on joue sur le petit qui servait de marque au coup précédent.
Chaque joueur possède sa propre paire de palets, le diamètre du palet dépendant de la taille de la main, et son poids de la force du joueur. On peut facilement imaginer qu'il est plus aisé de « tirer » un palet adverse quand le sien est plus lourd, mais il est aussi plus difficile de bien viser...
On peut jouer avec deux, trois ou quatre joueurs par équipe. Les parties se jouent en 15 points.

#### Le palet sur terre de Loire-Atlantique
Le palet sur terre de la Loire-Atlantique est joué différemment selon qu'il soit pratiqué dans le Pays de Retz ou dans le Pays d'Ancenis. Dans le premier, le palets en ferraille et fonte pèsent 370 grammes et le cercle tracé sur la terre a environ 60 centimètres de diamètre. Dans le deuxième les palets sont aussi en fonte et ferraille, mais ils pèsent environ 200 grammes et le cercle tracé sur la terre a environ 80 centimètres de diamètre. Dans les deux cas l'objectif du jeu est de placer le palet plus proche du maître que le palet de l'adversaire afin d'obtenir des points. Les parties finissent quand une équipe obtient 13 points. Au Pays de Retz tous les palets comptent, même ceux qui sont en dehors du cercle. Au Pays d'Ancenis les palets sur la ligne ne comptent pas, mais ils peuvent être poussés par d'autres palets afin de l'approcher du maître.
Le palet sur terre de Loire-Atlantique a été inscrit à l'Inventaire du patrimoine culturel immatériel en 2012 mais il risque de disparaître avec le vieillissement de la population de joueurs et en raison de affaiblissement de la transmission.

#### Jeu du Peioù
Le jeu du peioù aussi appelé jeu du péchou est un jeu traditionnel de la Bretagne qui était principalement pratiqué par les marins et pêcheurs quand les bateaux accostaient en attendant le changement de la marée,.
Le peioù ou le péchou sont des galets ou des cailloux que le joueurs choisissent dans les alentours des aires de jeux et façonnent à leurs mains. L'objectif est de placer le peioù le plus près du maître (ar mest, en breton), pavé cubique d'une dizaine de centimètres positionné à l'extrémité du terrain de jeu. Le jeu est pratiqué sur une surface d'environ 13 mètres sur un terrain plat ou presque plat, sur le sable, sur la terre ou même sur la route.
Le jeu du peioù est joué un contre un ou en groupes. Il est très difficile d'obtenir des points grâce à la pille de caillou qui se forme autour du maître à chaque tour. Les joueurs utilisent différentes techniques : piquer le peioù en fonction du terrain de jeu ou le faire glisser. Dans ce jeu il est important de savoir chasser le peioù des adversaires.
Le jeu continue à être pratiqué dans la commune de Plougastel-Daoulas, à Belle-Île-en-Mer et dans le Léon et sa pratique a été inscrite à l'Inventaire du patrimoine culturel immatériel en 2012.

#### Palet de Groix
Se joue sur l'île de Groix.

#### Jeu de palets au trépied
Les jeux de palets au trépied sont des variantes du jeu de palets. L'objectif du jeu est de placer des palets à l'intérieur d'un cercle constitué par un trépied retourné au sol ou retourné et fixé sur une planche de bois. Ce jeux est originaire du Pontivy dans le Morbihan.
Il y a différentes façons de jouer le palets au trépied. Une façon est d’établir en début de partie un score à atteindre pour être vainqueur et la distance de lancement des palets qui peut varier de 5 à 15 mètres. Chaque joueur dispose de 5 palets et alternativement il les lance afin de tenter de les placer à l'intérieur du trépied. À chaque réussi le jouer obtient un point.
Dans une variante du jeu, les joueurs disposent de 3 palets chacun. Ils se positionnent d'abord à 5 mètres du trépied et si les deux joueurs arrivent à placer leurs 3 palets à l'intérieur du trépied ils augmentent la distance de lancement progressivement jusqu'à ce qu'un des deux échue.
Cette pratique a été inscrite à l'Inventaire du patrimoine culturel immatériel en 2012.

#### Palet gascon
Chaque joueur détient deux palets, disques d’acier d’un diamètre de 10 et 11 centimètres, d’un poids de 600 grammes et trois pièces de monnaie ou rondelles. Lors du jet, le lanceur doit faire tomber une quille (quillo) taillée dans un bois dur, légèrement conique, de 35 centimètres de haut pour un diamètre compris entre 4 et 5 centimètres, sur laquelle ont été placées préalablement les trois pièces ou rondelles.
Une fois la quille couchée, la position des pièces par rapport aux palets et à la quille détermine le nombre de points gagnés. Trois points si les trois pièces sont plus près ou à égale distance d’au moins un des palets que de la quille, sinon un point. C’est alors une puina (ou pouine). Le palet a donc deux fonctions : il sert à « déquiller » ou il sert à se placer au plus près. La partie se joue en deux fois douze tours, les points sont comptabilisés sur une feuille à l’issue des deux lancers d’un joueur.
Le gagnant est celui qui a réalisé le plus de points en fin de partie. Sur un terrain, goudron ou calcaire, les joueurs tirent à 10 mètres de la quille contre 9 mètres pour les dames et 7 mètres pour les enfants. Une planche d’arrêt est installée à 4 mètres de la quille.

#### Palet Cochois
Cette variante oppose deux équipes, et se joue sur une planche posée à une distance de poulailler. Les palets utilisés font entre 300 et 350g.
Pour démarrer la partie, chaque équipe lance un palet appelé "palet d'ouverture". L'équipe la mieux placée (critères à définir entre les équipes) commence en lançant deux palets, suivie des adversaires; et ainsi de suite jusqu'à ce que tous les palets soient lancés.

##### Règles annexes
Les rebonds - ou multirebonds impaires (3, 5, 7 rebonds) hors planche sont autorisés et encouragés. Les multirebonds paires sont éliminatoires.
Lorsqu'un joueur annonce "retourné" avant de lancer son palet : si le palet se fige retourné sur la planche, l'équipe marque immédiatement un point. Sinon, l'équipe adverse gagne un point.
Lorsqu'un joueur annonce "chapeau" avant de lancer son palet : si le palet recouvre un autre palet, l'équipe marque immédiatement un point. L'équipe adverse doit alors dire "chapeau!", et le lanceur doit soulever son couvre-chef. Sinon, l'équipe adverse gagne un point.
Lorsqu'un joueur annonce "carreau" avant de lancer son palet : si le carreau est réussi, le joueur pourra une fois dans la partie choisir son angle de tir (tout en restant à une distance convenable). Sinon, il devra jouer de sa main ou de son pied le moins habile pour le prochain tir.
Lorsqu'un joueur annonce "piquet" avant de lancer son palet : s'il se plante à la verticale, l'équipe ramène le palet à la maison. Sinon, l'équipe devra fournir un nouveau palet à la Cochouais.
Lorsqu'un joueur annonce "petit pot" avant de lancer un petit : si le petit chapeaute un palet, le palet recouvert ne rapportera pas de points.
En cas d'annonce réussie, le joueur aura un petit supplémentaire pour cette manche.
Si en fin de manche, une équipe n'a aucun palet sur la planche, pas de palet, pas de palais.

##### Décompte des points
i) En cas d'équidistance entre un petit et deux palets adverses, une seconde manche devra être jouée en reprenant et lançant chaque palet par paires par équipe en partant du plus proche du petit source de litige, et ce sans bouger les autres petits.
ii) En cas d'égalité entre le décompte de deux petits (exemple : le premier petit rapporte 3 points à l'équipe A et 5 points à l'équipe B; le deuxième petit rapporte 3 points à l'équipe A et 5 points à l'équipe B: c'est une Petit-égalité), tous les petits doivent être relancés.
iii) En cas d'égalité de scores entre deux équipes, les petits qui ne sont pas sur la planche doivent être récupérés et relancés, jusqu'à ce qu'il y ait les 4 petits sur la planche. Si double égalité il y a (c'est-à-dire que le score des deux équipes est à nouveau égal), se repporter à la règle ii).
Erreur fréquente : lors de la première manche, les scores étant de 0-0, 4 petits devront obligatoirement être présents sur la planche.
iv) Soit un petit présent sur la planche. Le palet le plus proche rapporte 4 points à son équipe. Le suivant, 3 points, le suivant, 2 points, et le suivant, 1 point. En cas de litige sur la distance d'un palet au petit, se référer à la règle i).
Remarque : les jours de mauvais temps, un palet peut rapporter 4 points auprès de plusieurs petits. En cas de beau temps, un palet ne peut rapporter 4 points qu'une seule fois.
v) Tout litige débouchera sur une petit-party : partie jouée uniquement avec des petits, qui rapporteront des points à la manière des palets.
vi) La première équipe arrivée à mean(age_joueurs)+min(age_joueurs) a gagné.
Variante dite "grande partie des grandes fermes" : La première équipe arrivée à somme(age_joueurs) a gagné.

##### Lancer des petits
Chaque équipe dispose de deux lancers.
Une fois que tous les palets ont été lancés par les deux équipes, chaque équipe lance à tour de rôle son petit. Si son emplacement ne lui convient pas, l'équipe a le droit de le récupérer et d'effectuer un second lancer.

### Italie

#### Palet valdôtain
En Vallée d'Aoste, région alpine francophone d'Italie, le palet est l'un des sports populaires valdôtains, avec le tsan, la rebatta et le fiolet, et en tant que tel est protégé par « Fédérachon Esport de Nohtra Téra » et depuis 1975 avec la plus spécifique « Asosiachon Valdohténa Joà di Palet » (Association valdôtaine jeu du palet en patois valdôtain de la basse vallée), qui est aussi l'organisatrice des championnats après nombreuses années de spontanéité.

### Portugal
Au Portugal, la pratique du jeu du palet, communément appelé Chinquilho, Jogo da Malha, ou Jogo do Fito dans le Nord du Portugal (où le palet est remplacé par une pierre) est ancienne et extrêmement populaire. Sa première mention historique date du XIVe siècle. Apparenté à la galoche bigoudène, au jeu du fer à cheval américain ou au palet sur planche d'Ille-et-Vilaine (c'est à ce titre un parent éloigné de la pétanque), il suit sensiblement les mêmes règles, bien que le recul soit semble-t-il plus grand pour le lancer du palet que dans le cas de la galoche bigoudène, et se joue partout dans le pays et dans les anciennes colonies du Portugal.

## Jeux similaires

### Jeu de la galoche
Les jeux de galoche appartiennent à la famille des jeux de palet. La principale différence est justement la présence de la galoche (cylindre en bois résistant dont le format et la taille peuvent varier selon les modalités du jeu) sur laquelle sont positionnés un ou plusieurs lipers (pièce de métal). Il existe une énorme variété des règles pour les jeux de galoche mais les objectives principaux qu'on retrouve dans toutes les variante sont les actions de dégalocher (faire renverser la galoche avec le palet) et de faire que son palet soit le celui qui est le plus proche du liper ou des lipers.

## Documentation

### Ouvrages généraux
- La Jaupitre, sous la direction de Dominique Ferré, Les Jeux traditionnels de Bretagne : un passé, un présent... un enjeu d'avenir, éditions Terre de Brume, 2002.
- Louis Esquieu, Les Jeux populaires de l'enfance à Rennes, Caillère, Rennes, 1890.
- Claude Carret, Alison Clarke, François Hubert, Erwan Le Bris du Rest & Jean-Yves Veillard, Les Jeux de palets, catalogue d'exposition, Musée de Bretagne, Rennes, 1983.
- jeux et sports normands histoire et règles actuelles( TEC NOR tèqueurs et chouleurs de Normandie)
- Jean-Manuel Mascort, Les Jeux de Palets, Chantilly, Le Comptoir des Jeux, 2023, 146 p.  (ISBN 978-2-9545731-3-7)

### Palet sur terre
- Franck le Goff, Le Palet sur terre en Centre-Bretagne, e-barzh Ethnologie française, 1999.

### Film
- FALSAB, Les Jeux de palets en Bretagne, 2001, 13'.